# Seif Eissa
Pour les articles homonymes, voir Eissa.
Seif Hussein Sherif Hussein Eissa, né le 15 juin 1998, est un taekwondoïste égyptien.

## Carrière
Seif Eissa termine troisième du tournoi de qualification olympique de la jeunesse de Taipei en 2014, se qualifiant ainsi pour les Jeux olympiques de la jeunesse de 2014 à Nankin, où il est médaillé de bronze des moins de 73 kg. Cette même année, il est médaillé d'or des moins de 73 kg aux Jeux africains de la jeunesse à Gaborone.
Il remporte la médaille d'argent des moins de 74 kg aux Jeux africains de 2015 à Brazzaville et aux Championnats d'Afrique 2016 à Port-Saïd, puis la médaille de bronze des moins de 74 kg aux Championnats d'Afrique 2018 à Agadir. 
En 2019, il obtient la médaille de bronze des moins de 80 kg à l'Universiade d'été de 2019 à Naples, la médaille d'argent des moins de 74 kg aux Jeux africains de 2019 à Rabat ainsi que la médaille de bronze des moins de 80 kg aux Jeux mondiaux militaires de 2019 à Wuhan.
Il est médaillé d'or des moins de 80 kg aux Championnats d'Afrique 2021 à Dakar. 
Il est ensuite médaillé de bronze dans la catégorie des moins de 80 kg aux Jeux olympiques d'été de 2020 à Tokyo.
Aux Jeux méditerranéens de 2022 à Oran, il remporte la médaille d'or dans la catégorie des moins de 80 kg.
Il est ensuite médaillé d'or dans la catégorie des moins de 80 kg aux championnats d'Afrique 2022 à Kigali et médaillé de bronze dans cette même catégorie aux championnats du monde 2022 à Guadalajara.
Il est médaillé de bronze dans la catégorie des moins de 80 kg aux Championnats du monde de taekwondo 2023 à Bakou.
Lors des championnats d'Afrique 2023 à Abidjan, il obtient la médaille d'argent dans la catégorie des moins de 80 kg.
Il est médaillé d'argent dans la catégorie des moins de 80 kg aux Jeux africains de 2023 à Accra.